# Органіст синьошиїй
Органіст синьошиїй (Chlorophonia cyanea) — вид горобцеподібних птахів родини в'юркових (Fringillidae). Мешкає в Південній Америці.

## Опис

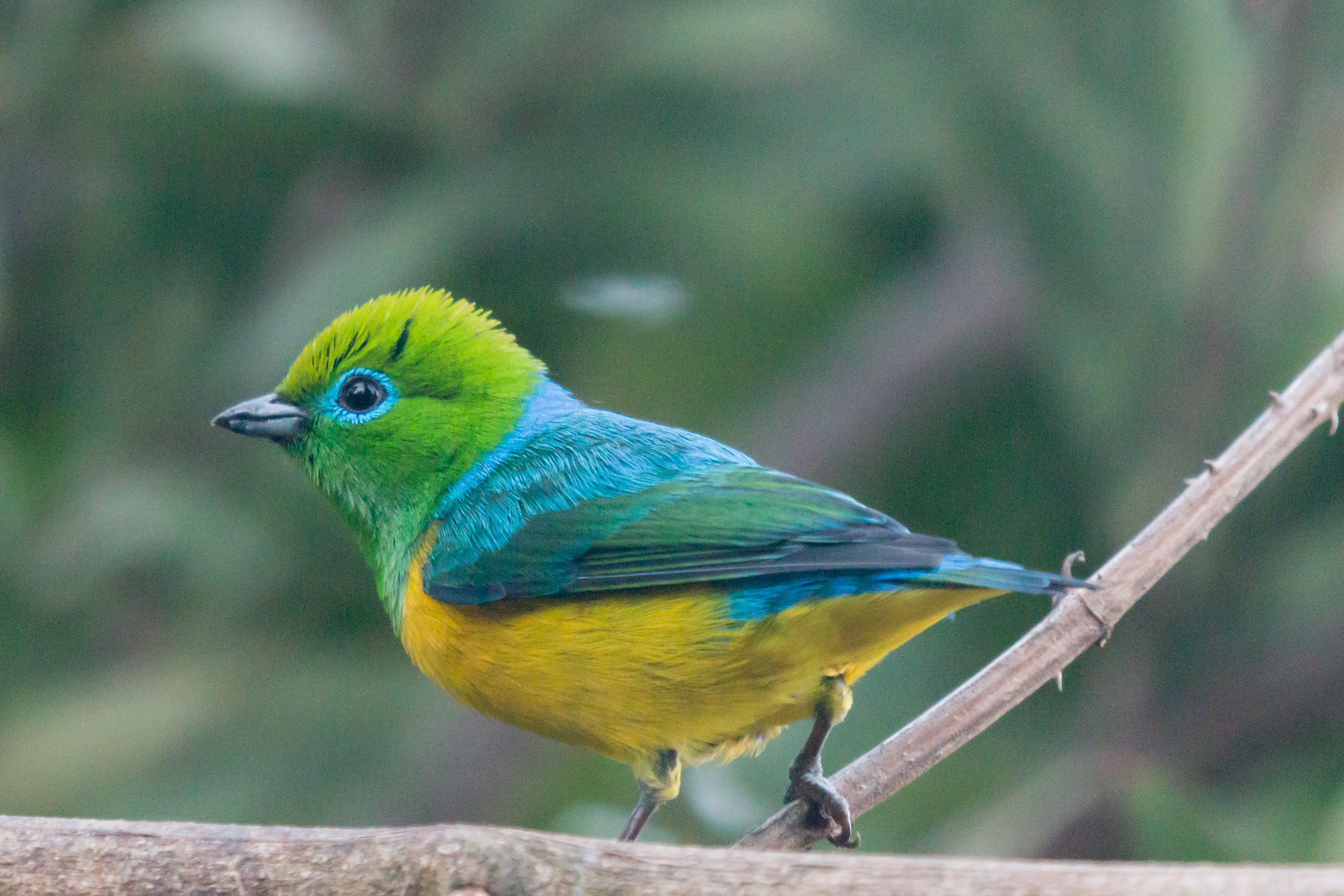
Самець синьошийого органіста

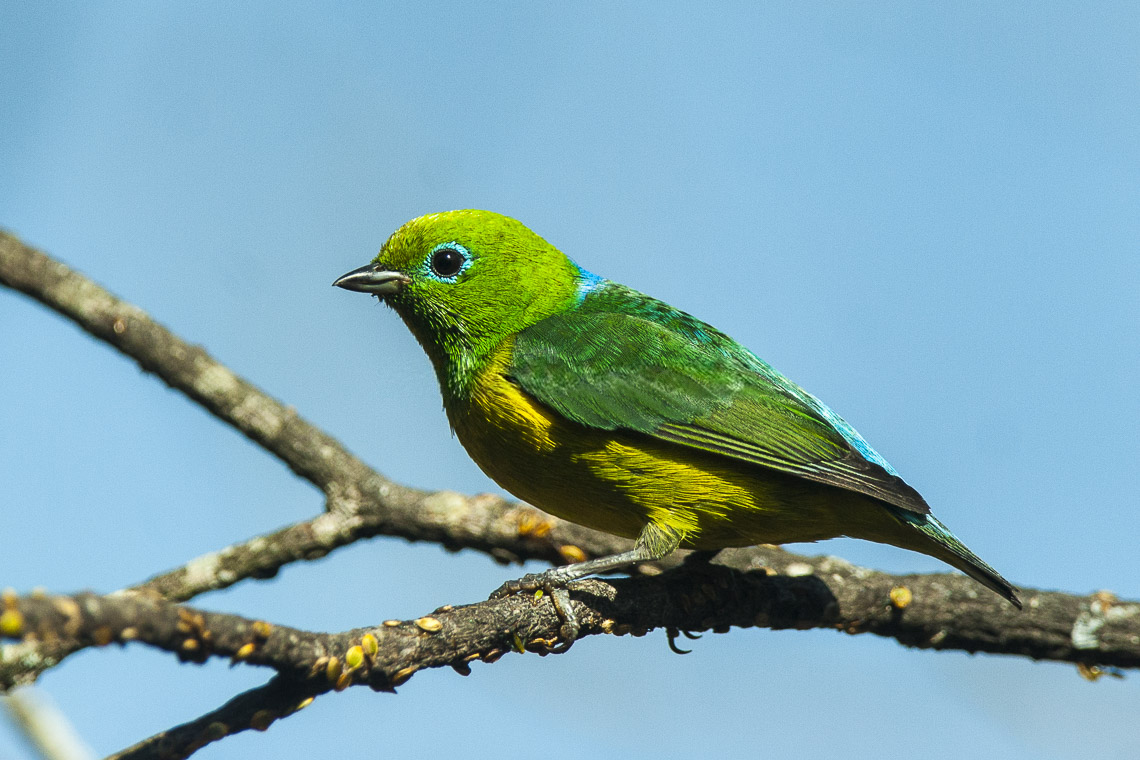
Самиця синьошийого органіста

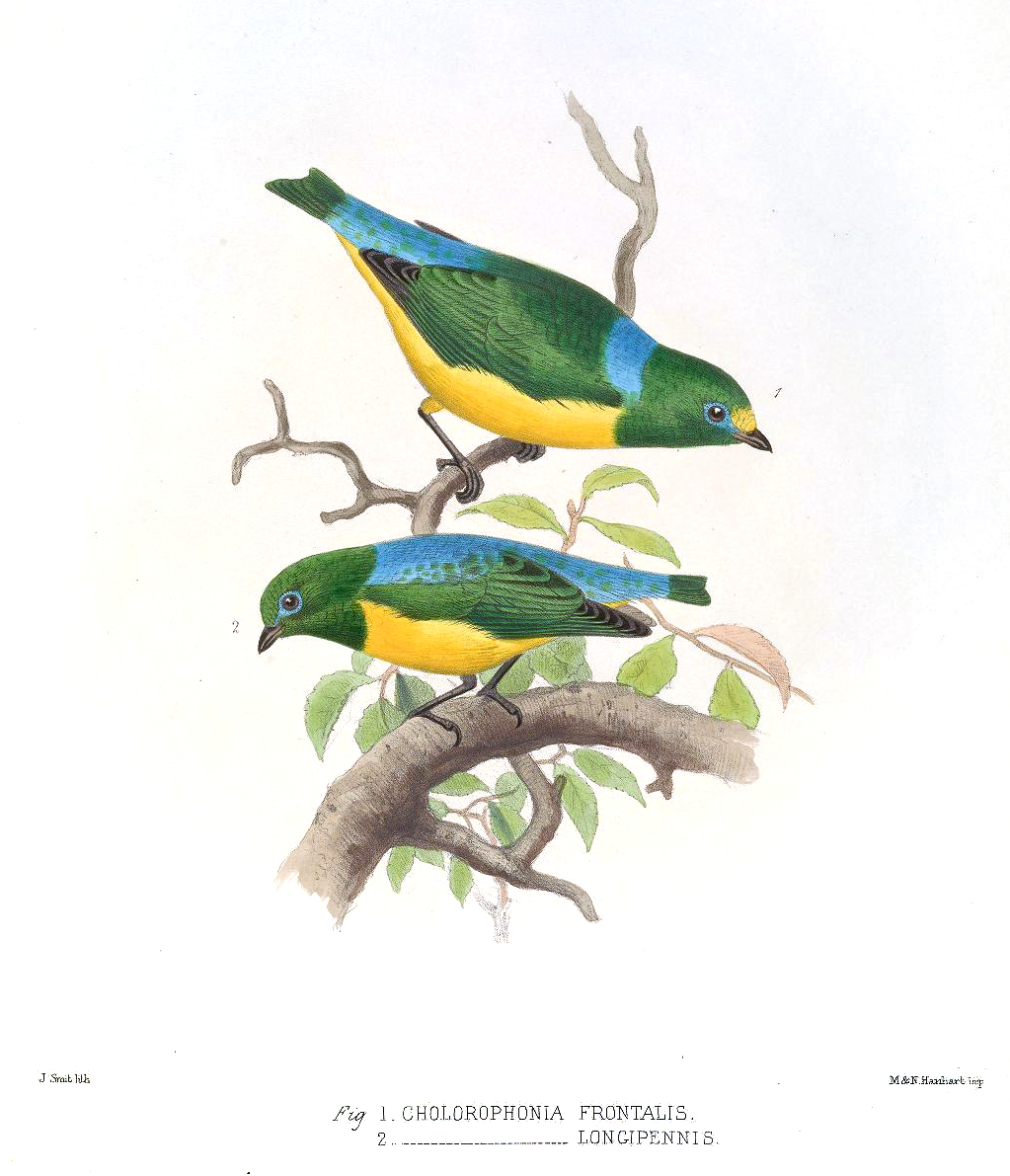
Синьошиї органісти (C. c. longipennis зверху і C. c. frontalis знизу

Довжина птаха становить 11 см, вага 11-15 г. У самців голова, горло і верхня частина грудей яскраво-зелені, решта нижньої частини тіла золотисто-жовта. Крила темно-зелені. Спина і шия сині, навколо очец сині кільця. у деяких підвидів верхня частина голови або лоб жовті. Самиці мають менш яскраве забарвлення, нижня частина тіла у них зеленувата, а сині частини оперення менш яскраві. Очі темно-карі, дзьоб і лапи чорні.

## Підвиди
Виділяють сім підвидів:
- C. c. psittacina Bangs, 1902 — гірський масив Сьєрра-Невада-де-Санта-Марта (північна Колумбія);
- C. c. frontalis (Sclater, PL, 1851) — північна Венесуела;
- C. c. minuscula Hellmayr, 1922 — північно-східна Венесуела;
- C. c. roraimae Salvin & Godman, 1884 — тепуї на півдні Венесуели і в сусіднії районах північної Бразилії і західної Гаяни;
- C. c. intensa Zimmer, JT, 1943 — західні схили Західного хребта Колумбійських Анд;
- C. c. longipennis (Du Bus de Gisignies, 1855) — Анди у Венесуелі, Колумбії, Еквадорі, Перу і Болівії;
- C. c. cyanea (Thunberg, 1822) — південно-східна Бразилія (на південь від Баїї), схід Парагваю і північно-східна Аргентина.

## Поширення і екологія
Синьошиї органісти мешкають в Колумбії, Еквадорі, Перу, Болівії, Аргентині, Венесуелі, Гаяні, Бразилії і Парагваї. Вони живуть у вологих гірських тропічних лісах Анд і Гвіанського нагір'я, у вологих атлантичних лісів, на узліссях, в рідколіссях, на плантаціях і в садах. Зустрічаються поодинці або парами, переважно на висоті від 550 до 2200 м над рівнем моря. Живляться ягодами і плодами, доповнюють свій раціон насінням, дрібними комахами та іншими безхребетними. Гніздо кулеподібне, будується самицею і самцем. Воно складається з зовнішньої частини, сплетеної з гілочок, лишайників і рослинних волокон і внутрішної, встеленої пухом та іншим м'яким матеріалом. В кладці 3 яйця. Інкубаційний період триває приблизно 2 тижні. Пташенята покидають гніздо через 3 тижні після вилуплення, однак батьки продовжують піклуватися про них ще деякий час. Насиджує лише самиця, за пташенятами доглядають і самиці, і самці.